# Kochanovce (Bardejov)
Kochanovce é um município da Eslováquia, situado no distrito de Bardejov, na região de Prešov. Tem 5,53 km² de área e sua população em 2018 foi estimada em 263 habitantes.

## Demografia
| Ano:        | 1994 | 2004    | 2014   | 2024   |
| ----------- | ---- | ------- | ------ | ------ |
| Broj ljudi: | 233  | 259     | 252    | 261    |
| Razlika:    |      | +11,15% | -2,70% | +3,57% |

| Ano:               | 2023 | 2024   |
| ------------------ | ---- | ------ |
| Número de pessoas: | 262  | 261    |
| Diferença:         |      | -0,38% |